# Cezary Miżejewski
Cezary Wojciech Miżejewski (ur. 26 grudnia 1964 w Zgorzelcu) – polski polityk, poseł na Sejm II kadencji, były wiceminister pracy.

## Życiorys

### Okres PRL
Ukończył studia w Instytucie Polityki Społecznej Uniwersytetu Warszawskiego. W 1981 należał do Związku Młodzieży Demokratycznej. W latach 1985–1990 był członkiem Międzyzakładowego Robotniczego Komitetu „Solidarności”, w październiku 1988 wchodził w skład jawnej reprezentacji MRKS, a w lutym 1989 wraz z Krzysztofem Wolfem i Edwardem Mizikowskim był przedstawicielem MRKS w Tymczasowym Zarządzie Regionu Mazowsze NSZZ „S”. W latach 80. redagował i drukował prasę podziemną (m.in. „Robotnika. Pismo członków MRKS”, „CDN-Głos Wolnego Robotnika”, „Praca, Płaca, BHP”, „Robotnika Pomorza Zachodniego”), organizował „Miesiąc prasy zakładowej” NSZZ „S” w 1987, zakładał podziemne Wydawnictwo im. Olofa Palme. Wchodził w skład Grupy Politycznej Robotnik, był zatrzymywany przez funkcjonariuszy SB. Znalazł się wśród założycieli Polskiej Partii Socjalistycznej. Od 1987 był skarbnikiem centralnego komitetu wykonawczego. W okresie 1988–1990 wchodził w skład kolegialnej rady naczelnej PPS-Rewolucja Demokratyczna.

### III RP
Na kongresie PPS w 1990 łączącym niektóre frakcje krajowe PPS oraz emigracyjną PPS, wszedł w skład centralnego komitetu wykonawczego. W latach 1997–2001 przewodniczył CKW PPS. Na początku lat 90. był pracownikiem Regionu Mazowsze NSZZ „Solidarność”.
W okresie 1993–1997 sprawował mandat posła na Sejm, wybranego z listy Sojuszu Lewicy Demokratycznej. 10 marca 1994 wraz z Piotrem Ikonowiczem i Andrzejem Lipskim przystąpił do Koła Parlamentarnego PPS. W wyborach parlamentarnych w 1997 bez powodzenia ubiegał się o reelekcję z listy SLD w województwie radomskim (otrzymał 4841 głosów). Od 1997 do 2000 kierował biurem zespołu posłów i senatorów związkowych Ogólnopolskiego Porozumienia Związków Zawodowych.
Zakładał i przewodniczył związkowi zawodowemu Konfederacja Pracy, uczestniczył m.in. w okupacji Ministerstwa Zdrowia w grudniu 2000. Od 2002 był doradcą ministra pracy i polityki społecznej Jerzego Hausnera, od 2003 dyrektorem departamentu rynku pracy w Ministerstwie Gospodarki, Pracy i Polityki Społecznej.
Od lutego 2004 do maja 2004 pełnił funkcję podsekretarza stanu w Ministerstwie Gospodarki, Pracy i Polityki Społecznej, po czym do grudnia 2004 był podsekretarzem stanu w Ministerstwie Polityki Społecznej. Następnie od grudnia 2004 do listopada 2005 zajmował stanowisko sekretarza stanu w tym resorcie. Pełnił funkcję sekretarza zespołu przygotowującego Narodową Strategię Integracji Społecznej, koordynował prace nad Krajowym Planem Działań na rzecz Integracji Społecznej oraz Strategią Polityki Społecznej 2007–2013.
Po odwołaniu ze stanowiska wiceministra od 2005 do 2009 pracował jako radca ministra w Ministerstwie Rozwoju Regionalnego. Należał do autorów m.in. ustawy o zatrudnieniu socjalnym i ustawy o spółdzielniach socjalnych. W 2009 został pracownikiem spółdzielni socjalnej „Opoka” w Kluczach. W tym samym roku został też przewodniczącym Ogólnopolskiego Związku Rewizyjnego Spółdzielni Socjalnych.
Wszedł m.in. w skład rady ekspertów społecznych i komitetu wykonawczego Polskiego Komitetu Europejskiej Sieci Przeciw Ubóstwu (EAPN), a także Rady Działalności Pożytku Publicznego przy ministrze pracy i polityki społecznej, a następnie od 2018 do 2021 przy przewodniczącym Komitetu do spraw Pożytku Publicznego.
W 2013 został członkiem zarządu Wspólnoty Roboczej Związków Organizacji Socjalnych (WRZOS), a w 2015 prezesem zarządu WRZOS; funkcję tę sprawował do 2023. W 2015 wszedł w skład działającego przy MRPiPS Krajowego Komitetu Rozwoju Ekonomii Społecznej kolejnych kadencji, w 2023 objął funkcję wiceprzewodniczącego KKRES.

## Odznaczenia i wyróżnienia
W 2000 za działalność na rzecz kultury niezależnej otrzymał odznakę Zasłużony Działacz Kultury, w 2009 Odznakę Honorową za Zasługi dla Ochrony Pracy. W 2014 został odznaczony Krzyżem Wolności i Solidarności. W 2023 otrzymał Odznakę Honorową Primus in Agendo.